# Akutaaneq Kreutzmann
Akutaaneq "Aku" Kreutzmann, född 13 november 1989 i Maniitsoq, är en grönländsk tidigare handbollsspelare (vänsternia). Han spelade över tio säsonger i den danska ligan, för bland annat Bjerringbro-Silkeborg och GOG Håndbold. Han är yngre bror till tidigare handbollsspelaren Angutimmarik Kreutzmann.